# Pterostylis puberula
Pterostylis puberula är en orkidéart som beskrevs av Joseph Dalton Hooker. Pterostylis puberula ingår i släktet Pterostylis och familjen orkidéer. Inga underarter finns listade i Catalogue of Life.